# 1798 v loďstvech
Tento článek obsahuje významné události v oblasti loďstev v roce 1798. 

## Události
1.–3. srpna – Byla svedena Bitva u Abúkíru. Anglické loďstvo zde zcela zdevastovalo francouzské lodě, kotvící u egyptských břehů.